# 惡之靈魂 (雕塑)
《惡之靈魂》（Le Génie du Mal），又被稱為惡之天才或撒旦，在英語中常以路西法或「列日的路西法」之名為人熟知。是一座由比利時藝術家纪尧姆·海夫斯於1848年以白色大理石雕刻完成的宗教雕塑。法語藝術史家通常將這座雕像稱為墮天使（ange déchu）。
這件雕塑坐落於列日列日主教座堂的講壇上，呈現出一位充滿古典比例的男性形象。幾乎全裸，僅以薄布覆蓋大腿部位，低垂地坐著，被鎖鏈束縛，周身環繞著由蝙蝠翅膀構成的光環。纪尧姆的作品最初用以取代其弟約瑟夫·海夫斯創作的雕塑《惡之天使》（L'Ange du Mal），後者因其過於引人注目、且帶有「令人不安的美感」而遭教堂撤下。

## 規格
《惡之靈魂》被安置在兩座雕刻有哥特式花卉圖案的樓梯底部的開放式壁龛中。這些半螺旋樓梯的弧形扶手與天使收攏的翅膀弧度相呼應，巧妙地包圍著雕像的身體。纪尧姆·海夫斯與約瑟夫·海夫斯創作的版本乍看之下非常相似，顯然是基於相同的人體模型設計。
在這兩個版本中，墮天使坐在岩石上，展翅的翅膀為他提供庇護。他的上半身、手臂和雙腿裸露，頭髮中分並延伸至脖部。翅膀呈現蝙蝠般的脈紋和薄膜結構，明顯帶有「拇指爪」。肘部的結構融合了蝙蝠與人類的解剖特徵，營造出寫實的效果。天使的右臀旁放置了一根折斷的權杖和一頂剝落的皇冠，而他的左眼流下了一滴淚水。
兩座白色大理石雕像的尺寸與壁龕空間相符，彼此相近。纪尧姆的版本尺寸為165×77×65公分（約五英尺半高），而約瑟夫的版本略大，為168.5×86×65.5公分。

## 歷史

### 委託

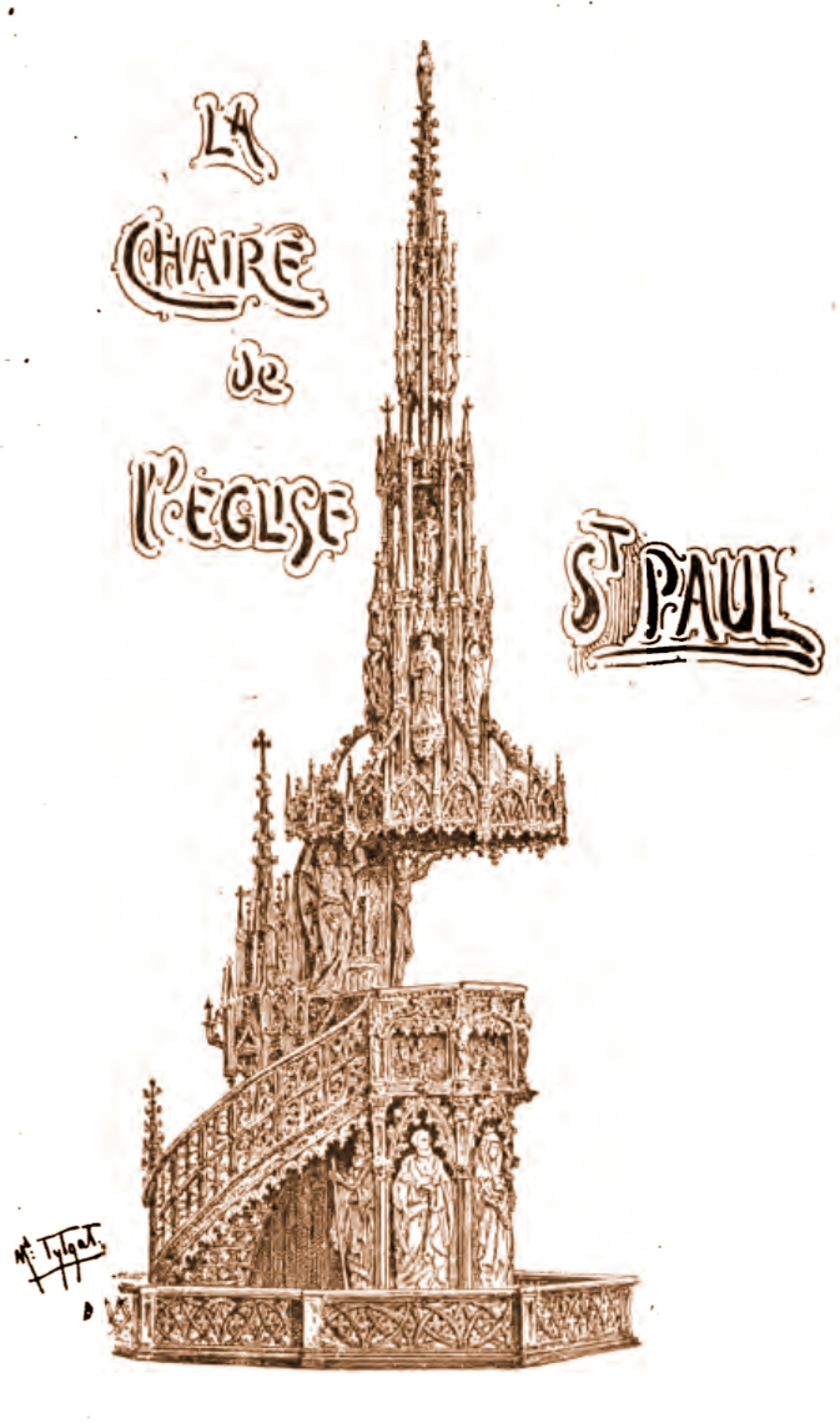
梅達爾·蒂特加特於1900年發表的講壇插圖。

1837年，纪尧姆·海夫斯受委託設計列日主教座堂的講壇，主題為「宗教戰勝惡之天使」。在當時，海夫斯以創作紀念政治人物的大型公共雕塑聞名，這些作品表達並迎合了1830年比利時獨立後的民族主義精神。他的創作通常融合寫實主義技術與新古典主義的克制，抑制浪漫主義的英雄化傾向。然而，在「路西法」項目中，浪漫主義的影響顯得更為明顯。
在海夫斯的講壇設計中，雕塑被視為裝飾的核心部分，其中設有包含聖彼得、聖保羅、列日第一任主教聖休貝特以及馬斯特里赫特的聖蘭貝特等人物的雕像。比利時插畫家梅達爾·蒂特加特於1900年發表的講壇插圖顯示了設計的正面，並將《惡之靈魂》置於樓梯底部的另一側，然而該插圖所附的書籍並未提及此雕塑。
最初，這項講壇雕塑的委託是交給纪尧姆的弟弟約瑟夫·海夫斯製作。約瑟夫於1842年完成了《惡之天使》（L'Ange du Mal），並於次年將其安裝。然而，這座雕塑一經公開便引發爭議。批評者認為它未能體現基督教的理想，教堂管理層甚至聲稱「這個惡魔過於崇高」。當地媒體指出，這件作品分散了「美麗的女懺悔者」的注意力，讓她們無法專心聽講道。
最終，時任主教科內利斯·里夏德·安東·范博梅爾下令拆除《惡之天使》，並將講壇雕塑的委託交還給纪尧姆。纪尧姆的《惡之靈魂》於1848年正式安裝，至今依然矗立於大教堂內。

## 評價

### 惡之天使
約瑟夫於1843年在安特衛普展出了《惡之天使》，並展示了包括《夢境》（The Dream）、《聖斐羅米娜》（St. Philomena）、《忠誠的愛》（Faithful Love）及《漁夫的孤兒》（The Fisherman's Orphan）等其他四件作品。後來，《邪惡天使》被比利时皇家美术博物馆收藏。
約瑟夫的作品受到社會上層的高度認可。1842年，薩克森-魏瑪艾森纳赫大公卡爾·腓特烈訂購了一尊《惡之天使》大理石複製品，而荷蘭國王威廉二世以3000弗罗林購買了原作，但在1850年去世後，該作品被拍賣。1854年，約瑟夫將雕像的石膏模型賣給了德國政治家、天文學家兼藝術收藏家林德瑙男爵，後者在其名下創立了林德瑙博物館。這一成功使約瑟夫·海夫斯成為當時的頂級雕塑家之一。
《惡之天使》曾出現在1882年皮埃爾·朗格萊的畫作《布魯塞爾博物館雕塑廳》（The Sculpture Hall of the Brussels Museum）中，與海夫斯兄弟中的另一位成員讓·海夫斯（Jean Geefs）的雕塑《愛與惡意》（Love and Malice）一同描繪。然而，該作品的藝術價值並非毫無爭議。1862年，某評論家在一次國際展覽中批評《惡之天使》「柔弱無力」，缺乏「肌肉感」，並稱之為「病懨懨的惡魔……撒旦的刺已被拔除」。

#### 設計

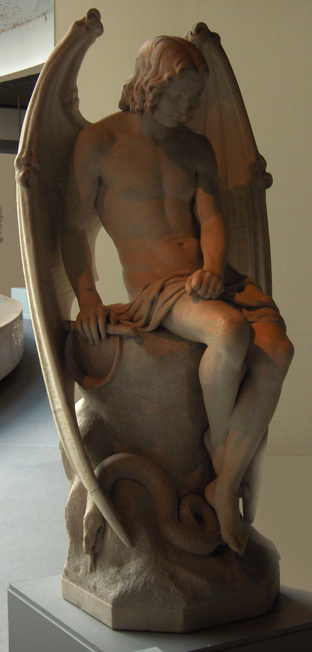
約瑟夫·海夫斯的《邪惡天使》。

除了蝙蝠般的翅膀外，《惡之天使》在約瑟夫手下則以完全人性化的形態呈現 ，這一形象藉由藝術性的半裸表現得以具體化。一條慵懶的布巾掠過其腹股溝，裸露的髖部與大腿形成一道引向陰影的通路。腰部與髖部蜿蜒的曲線，與翅膀的弧度形成了構圖上的呼應。其上半身結實而年輕，肌膚光滑且線條優雅，幾乎呈現一種中性之美。天使的表情被形容為「嚴肅、憂鬱，甚至帶著一絲凌厲」，而其低垂的目光引導觀者視線順著身軀與大腿延伸至微微分開的膝蓋。除了翅膀，最明顯的撒旦化特徵是盤踞於岩石基座上的蛇。這件雕塑曾被譽為「其時代最令人不安的作品之一」。
約瑟夫的雕塑以「完美的修飾與優雅，富有詩意的線條」著稱，然而，《邪惡天使》在他所有作品中因題材的特殊性而顯得尤為獨特，成為藝術家作品中尤為特殊的一件：
這件作品有力地展現了浪漫主義時代對黑暗與深淵的迷戀，以及對反叛的墮天使形象的重新審視。蝙蝠般的翅膀並未帶來厭惡感，反而成為襯托其年輕肉體之美的框架。
作為一種「長著翅膀的阿多尼斯」（Adonis）形象，這位墮天使可以視為海夫斯早期作品《帶狗狩獵的阿多尼斯》（Adonis allant à la chasse avec son chien）的延伸。這件作品的構圖也被拿來與让-雅克·弗歇尔1833年的小型青銅雕像《撒旦》（Satan）相比，海夫斯的天使形象顯得「少了一些魔鬼氣息」。
將裸露的人體用來賦予路西法人性化特徵，正是當時藝術界的潮流之一，這一特徵也出現在義大利雕塑家科斯坦蒂諾·科爾蒂的巨型雕塑中。科爾蒂的路西法完全正面裸露，但巧妙地以所跨立岩石的尖頂遮掩關鍵部位，同時以象徵天使出身的羽翅作為框架。

### 惡之靈魂

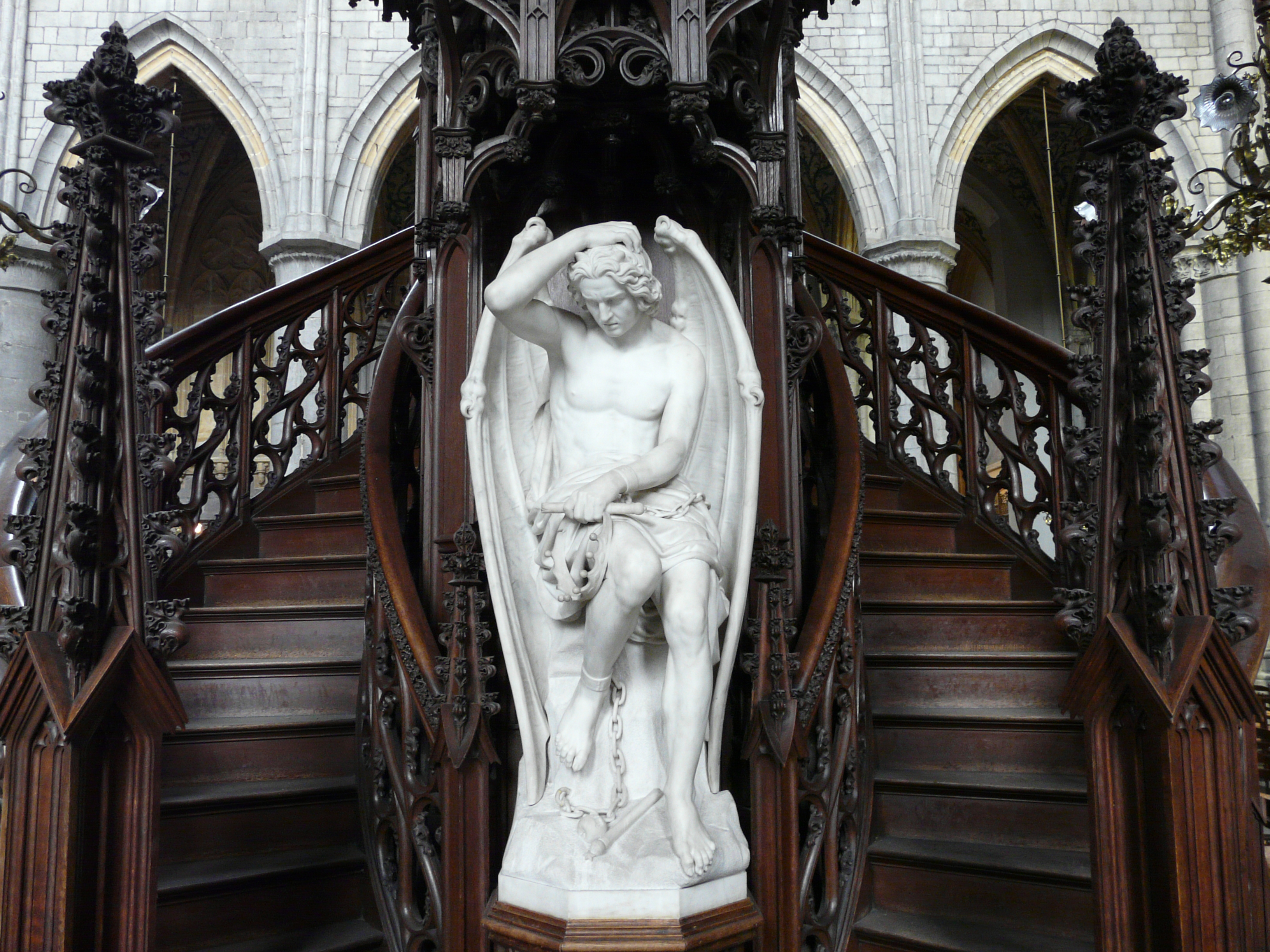
位於講壇後面的《惡之靈魂》。

與約瑟夫的《邪惡天使》相比，纪尧姆·海夫斯的《惡之靈魂》展現出更少的裸露，卻更明顯地以撒旦的意象標記，介於人類與天使之間的模糊身份。他是否成功去除約瑟夫作品中所謂「誘惑性」的元素，則可能取決於個人觀感。
纪尧姆在構圖中調整了墮天使的視線方向，讓目光遠離身體，膝蓋則緊緊併攏以作防禦姿態。其披布從右肩垂下，堆疊在右側，厚重地覆蓋大腿，遮住髖部，但未完全掩蓋肚臍。同時，裸露出的身體部位展現出更為明確的肌肉線條，尤其是上臂、胸肌與小腿，突顯了更具陽剛氣質的男性形象。天使舉起的右臂，展現出胸側前鋸肌的緊張肌理，而該手勢與頭部的角度暗示著其正在抵擋「神聖的懲罰」。

#### 象徵細節
纪尧姆加入了許多細節以加強路西法的形象與懲罰的主題：在天使的腳邊，有一枚被咬過的蘋果象徵「禁果」，以及折斷的權杖尖端，而權杖的星形裝飾呼應了路西法作為「晨星」的傳統形象。此外，其指甲狹長如利爪，更添撒旦的動物性標誌。
另一個值得注意的元素是頭上的一對角，這可能進一步將路西法去人性化，但同時帶有一層歧義性。雖然角在宗教圖像中通常象徵惡魔或撒旦，但在另一個平行的宗教傳統中，「角」也可象徵光芒。古代神祇中，那些代表太陽或星辰的神常以光芒冠冕為標誌。例如，米開朗基羅的摩西雕像便呈現出與海夫斯的路西法類似的「摩西之角」。

#### 普羅米修斯路西法

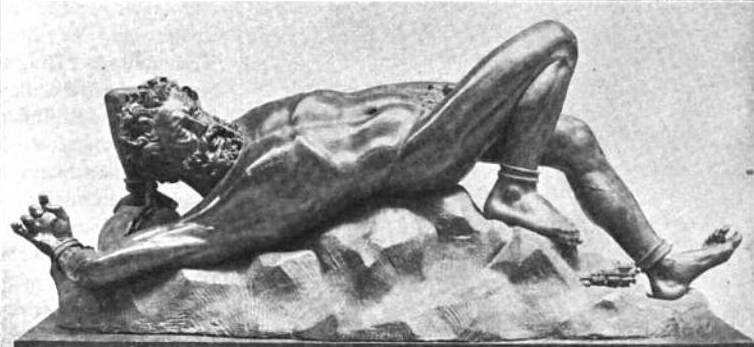
比利時藝術家保羅·布雷所創作的青銅雕塑《被縛的普羅米修斯》（1845年）

纪尧姆的作品與約瑟夫的《邪惡天使》最明顯的不同在於，墮天使被置於枷鎖之中，右腳踝與左手腕皆被鐵鏈束縛。在19世紀對希臘神話與基督教神話的重新詮釋中，路西法經常被塑造成普羅米修斯般的形象，這位墮天使如同被宙斯鎖在岩石上受折磨的提坦，承載著挑戰神權的象徵意涵。如哈罗德·布鲁姆在評述瑪麗·雪萊的經典作品《科學怪人》時提到：「普羅米修斯既可被視為被釘十字架的基督的類比，也可被看作路西法的化身。」
纪尧姆在天使身上加入枷鎖，以取代約瑟夫作品中嘲弄的蛇，顯示出墮天使按照基督教正統思想的失敗。然而，這種試圖擺脫象徵枷鎖的掙扎，又符合浪漫主義時代對「受苦的天才」這一母題的詮釋。,在1830年比利時革命之後，浪漫主義於當地迅速興起，比利時人剛剛獲得「解放」，隨後數十年間對公共雕塑的熱情達到高峰，海夫斯兄弟與其他藝術家創作了大量頌揚獨立領袖的作品。因此，這位偉大的叛逆者，即使失敗了，也能激起人們複雜或矛盾的情感反應，而墮天使的臉龐不再展現《邪惡天使》中盛氣凌人的高傲，而是流露出悔恨與絕望的神情。

## 天使的姐妹
比利時藝術史學家雅克·范倫內普在1990年的一篇文章中指出，《邪惡精靈》的構思受到阿尔弗雷德·德·维尼於1824年發表的長篇哲學詩《埃洛亞，或天使的姐妹》（Éloa, ou La sœur des anges）的影響。詩中探討了路西法是否能藉由愛情得到救贖的可能性。這部「華麗而抒情」的叙事诗講述了路西法試圖誘惑埃洛亞的故事。埃洛亞是一位美麗的天使，據說她源自基督為拉撒路之死所流下的淚水。詩中的撒旦情人是一個典型的浪漫英雄形象——「確實是個俊美的惡魔，外表迷人，才思敏捷，言辭與舉止間充滿無法抗拒的魅力。」天真的埃洛亞對他說：「既然你如此美麗，毫無疑問你也是善良的。」
路西法自稱「我是那被愛卻無人識得之人」，並聲稱自己為無助者流淚，偶爾賜予他們一絲歡愉或遺忘。他的一番話打動了埃洛亞，但她仍努力希望他能與上帝和解。最終，路西法無法放下他的毀滅性驕傲，導致埃洛亞的愛情令她與他一同墮入地獄。路西法對埃洛亞的征服，帶給他的不是歡愉，而是更深的悲傷。

## 天堂之路
1986年，比利時藝術家雅克·沙利耶（Jacques Charlier）在其裝置作品《天堂之路》（Himmelsweg）中，將《邪惡精靈》作為核心視覺元素之一。在這件作品中，一張《邪惡精靈》的雕像照片被裝裱後懸掛於一張細高的台座桌上，桌面覆蓋著黑布。桌上的透明盒子內擺放了三本書：一本關於撒旦主題的加尔默罗会研究、一篇科學論文探討空氣，以及一本紀念於奧斯威辛集中營遇害的比利時猶太人的書籍。在桌子的下層，則放置著一副鐐銬。
沙利耶將《邪惡精靈》形容為「一個浪漫的意象，講述誘惑、邪惡與遺忘之罪」。該作品的德語標題「Himmelsweg」指向納粹所使用的冷酷委婉語——通往毒气室的通道，被稱為「天堂之路」。作品隱含的主題在於：「通往地獄的墮落之路與救贖如此接近，淪喪與得救只在咫尺之間。」

### 註解
1. ↑  《惡之靈魂》（Le génie du mal）也可以翻譯為「邪惡天才」或「邪惡精神」。法語中的「génie」一詞與其英語同源词「genie」有重疊的含義。在這種語境下，海夫斯可能參考了伊曼努爾·康德所提出對「天才」的概念，這一理念對19世紀浪漫主义產生了影響。
2. ↑  約瑟夫的作品通常被稱為《惡之天使》，但根據皇家博物館的19世紀雕塑在線目錄，其正式標題仍為《惡之靈魂》（Le génie du mal）。在本文中，使用常見的標題《惡之天使》來區分約瑟夫和纪尧姆的雕塑。[10]
3. ↑  在雅克·范倫內普（Jacques Van Lennep）的1990年展覽《19世紀比利時雕塑》中，提到《埃洛阿》（Éloa）一書展示了路西法與撒旦這兩個本來有所區別的形象之間的融合。儘管這兩者在起源上是不同的，但在文學傳統中，它們常常被合併。展覽強調了浪漫主義如何透過這種合併，展示墮落天使的主題與反叛精神。[33]

### 來源
1. 1 2  . www.wittert.uliege.be. 2024-12-10  [2024-12-18]. （原始内容存档于2019-01-24） （法语）.
2. ↑  . web.archive.org.   [2024-12-18]. （原始内容存档于2018-06-05）.
3. ↑  Geest, Joost De. . . Lannoo Uitgeverij. 2006. ISBN 978-2-87386-470-5 （法语）.
4. ↑  Geuzaine and Creusen, Vers la modernité; 比利时皇家美术博物馆, 19th-century sculpture collection online introduction. 的存檔，存档日期2009-03-22.
5. ↑  梅達爾·蒂特加特（英语：Médard_Tytgat）. . Brussels: Schaerbeek: Eloi Bartholeyns. 1900: 105, 112.
6. ↑  Ne rendant pas l'idée chrétienne: quoted by Vicky Chris, TrekLens. 的存檔，存档日期2017-11-15.
7. ↑  Edmond Marchal. . Brussels. 1888: 316.
8. ↑  Royal Museums of Fine Arts of Belgium, Fabritius catalogue 的存檔，存档日期2011-07-16., from Francisca Vandepitte, Le Romantisme en Belgique. Entre réalités, rêves et souvenirs (exposition): Bruxelles, Musées royaux des Beaux-Arts de Belgique; Espace Culturel ING; Musée Antoine Wiertz, 18.03–31.07.2005 (Brussels, 2005), p. 109.
9. ↑  Marchal, Annuaire p. 315.
10. ↑  . web.archive.org. 2009-03-22  [2024-12-18]. 原始内容存档于2009-03-22.
11. ↑  Joseph's work is often referred to as L'ange du mal, but its formal title according to the Royal Museums' online 19th-century sculpture catalogue 的存檔，存档日期2009-03-22. remains Le génie du mal. The common title L'ange du mal is used in this article to distinguish Joseph's sculpture from that of Guillaume.
12. ↑  Royal Museums, Fabritius description; Edmond Marchal, La sculpture et les chefs-d'œuvre de l'orfèvrerie belges (Brussels, 1895), p. 684 online; Michael Palmer et al., 500 chefs-d'oeuvre de l'art belge du XVe siècle à nos jours (Éditions Racine, n.d.), p. 203 online.
13. ↑  . （原始内容存档于April 20, 2009） （German）.
14. ↑  "Une légtimate admiration accueillit cette œuvre. Le plus grand succès répondit à l'attente de l'artiste et plaça celui-ci au premier rang des statuaires de ce temps": Marchal, Annuaire p. 315.
15. ↑  Françoise Roberts-Jones-Popelier, Chronique d'un musée: Musées royaux des Beaux-Arts, Bruxelles (Pierre Mardaga, 1987), p. 31 online, with the painting reproduced on p. 32. Love and Malice by Jean Geefs may be viewed online. 的存檔，存档日期2011-07-16.
16. ↑  J. Beavington Atkinson, "Modern Sculpture of All Nations in the Exhibition," The Art Journal Illustrated Catalogue of the International Exhibition 1862 p. 318.
17. ↑  In Dutch and German sources, the artist's name may appear as Jozef Geefs.
18. ↑  For better angles on the compositional treatment of the drapery in relation to the groin, see 500 chefs and detail. （页面存档备份，存于） More information available on the photo detail. （页面存档备份，存于）
19. ↑  500 chefs-d'oeuvre de l'art belge p. 203. The angel's facial expression may not be apparent in the photograph that illustrates this article; view another angle.
20. ↑  Royal Museums of Fine Arts of Belgium, 19th-century sculpture collection online introduction. 的存檔，存档日期2009-06-24.
21. ↑  500 chefs-d'oeuvre de l'art belge p. 203.
22. ↑  "Elle illustre en effet l'attrait de l'époque romantique pour les ténèbres, l'abîme, et sa réhabilitation de l'ange rebelle déchu. Les ailes de chéiroptère loin d'inspirer la révulsion, forme un écrin mettant en valeur la beauté d' un corps juvénile": Vicky Chris, TrekLens 的存檔，存档日期2017-11-15., with a side view of the photo showing the exposure of the hip.
23. ↑  Royal Museums of Fine Arts, Fabritius Le génie du mal. 的存檔，存档日期2011-07-16.
24. ↑  . fine-arts-museum.be.   [2024-12-18]. （原始内容存档于2025-02-10）.
25. ↑  . www.clarkart.edu.   [2024-12-18].
26. 1 2  Geuzaine and Creusen, Vers la modernité.
27. ↑  Shelley, Mary Wollstonecraft. . . New American Library. 2000. ISBN 978-0-451-52771-4 （英语）.
28. ↑  Lois Bragg, Oedipus Borealis: The Aberrant Body in Old Icelandic Myth and Saga (Fairleigh Dickinson University Press, 2004), pp. 132–133, particularly point 7 online.
29. ↑  Pam Morris, Realism (Routledge, 2003), p. 52 online.
30. ↑  Royal Museum of Fine Arts, "Romanticism." 的存檔，存档日期2009-06-24.
31. ↑  Geuzine and Creusen, Vers la modernité.
32. ↑  Elizabeth Cheresh Allen. . Stanford: 史丹佛大學. 2007: 89–90. ISBN 978-0-8047-5370-8.
33. ↑  . web.archive.org. 2009-05-31  [2024-12-18]. （原始内容存档于2009-05-31）.
34. ↑  Miriam Van Scott. . Macmillan. 1999: 103. ISBN 0-312-24442-8.
35. ↑  Scott, Miriam Van. . . Macmillan. 1999-11-30  [2024-12-18]. ISBN 978-0-312-24442-2. （原始内容存档于2024-12-22） （英语）.
36. ↑  . web.archive.org. 2008-07-04  [2024-12-18]. （原始内容存档于2008-07-04）.
37. ↑  Admin. . 2014-05-21  [2024-12-18]. （原始内容存档于2024-12-27） （fr-FR）.
38. ↑  . PASSAGES Centre d'Art Contemporain.   [2024-12-18]. （原始内容存档于2025-03-15） （英语）.

### 書目
- Soo Yang Geuzaine et Alexia Creusen, "Guillaume Geefs: Le Génie du Mal (1848) à la cathédrale Saint-Paul de Liège," Vers la modernité. Le XIXe siècle au Pays de Liège, exhibition presented by the University of Liège, 5 October 2001 to 20 January 2002 online catalogue. （页面存档备份，存于）
- Michael Palmer et al., 500 chefs-d'oeuvre de l'art belge du XVe siècle à nos jours (Éditions Racine, n.d.), p. 203 online.
- Edmond Marchal, "Étude sur la vie et les œuvres de Joseph-Charles Geefs," Annuaire de l'Académie Royale des sciences, des lettres et des beaux-arts de Belgique (Brussels, 1888).
- 比利時皇家美術博物館, Le génie du mal by Joseph Geefs, Fabritius online catalogue.

## 外部連結
- Guillaume Geefs' Le génie du mal may be viewed online in its architectural context （页面存档备份，存于）; also angle showing the stained glass
- Joseph Geefs, L'ange du mal (as Le génie du mal) full view; hands detail （页面存档备份，存于）; side view
- Himmelsweg installation of Jacques Charlier, Nadja Vilenne galerie